# Ctenolimnophila (Campbellomyia) neolimnophiloides
Ctenolimnophila (Campbellomyia) neolimnophiloides is een tweevleugelige uit de familie steltmuggen (Limoniidae). De soort komt voor in het Neotropisch gebied.